# جان تاکر
جان تاکر (انگلیسی: Jon Tucker) فیلم‌نامه‌نویس، و روزنامه‌نگار است. جان تاکر در سال ۲۰۰۰ به عنوان بهترین فیلمساز توسط آینه مونترال انتخاب شد. تاکر مدرک خود را در مرکز فیلم کانادا گرفت، فیلم‌نامه‌هایی برای جشنواره حاشیه مونترال نوشت و پوشش اسکریپت برای فیلم مرکزی ایجاد کرد.